# Domingo Castillejo
Domingo Castillejo lub Castillejos (zm. w 1786) – hiszpański botanik i chirurg.
Od 1770 do 1786 roku wykładał jako profesor farmakologii i botaniki na Uniwersytecie w Kadyksie, w tym czasie jego studia poświęcone były florze południowej części Półwyspu Iberyjskiego. Był m.in. korespondentem Królewskiego Ogrodu Botanicznego w Madrycie. Sprowadził wtedy wiele nowych roślin m.in. z Nowego Świata a następnie zaaklimatyzował je i rozesłał do innych szkółek roślin w Hiszpanii i na Wyspach Kanaryjskich.
Po śmierci Castillejo jego badania nad florą regionu Kadyksu kontynuował jego uczeń Francisco Arjona.